# Huanca

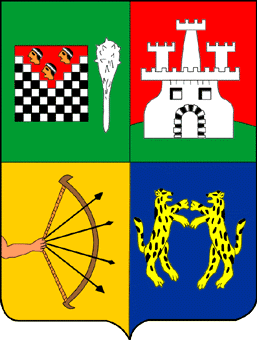
Wappen der Huanca, verliehen durch Philipp II. von Spanien zum Dank für die Militärhilfe bei der Eroberung des Reiches der Inka

Die Huanca, in peruanischer Quechua-Schreibweise Wanka, waren bzw. sind ein indigenes Volk in der heutigen Region Junín in Peru. Das Gebiet gliederte sich in drei Reiche, Hanan Wanka (Hanan Huanca, „Ober-Wanka“, heutige Provinzen Huancayo und Chupaca), Lulin Wanka (Hurin Huanca, „Unter-Wanka“, heutige Provinz Concepción) und Hatun Shawsha (Hatun Xauxa, „Groß-Jauja“, heutige Provinz Jauja).
Die Wanka bauten befestigte Städte in den oberen Bergregionen, deren Gebäude einen runden Grundriss und kleine Fenster aufwiesen.
Ihren Ursprung (paqarina) führten sie auf die Quelle (pukyu) Wariwillka zurück, sechs Kilometer südlich der Stadt Huancayo. Wie andere Andenvölker erkannten sie die Gottheit Qun Tiksi Wiraqucha als Weltenschöpfer an. Als lokale Gottheit (Berggeist, Apu) verehrten sie Wallallu Qarwinchu (Huallallo Carhuincho), der im Huarochirí-Manuskript als Menschenfresser beschrieben wird und dem die Wanka nach dessen Niederlage durch Paryaqaqa (Berg Pariacaca) nur noch Hunde opferten, der darum auch spöttisch Allqu mikuq, „Hundeesser“, genannt wurde.
Die Wanka leisteten hartnäckigen Widerstand gegen die Expansion der Inkas, wurden jedoch ca. 1460 durch den Inka Pachacútec Yupanqui erobert. Während der Conquista leisteten die Wanka den Spaniern Unterstützung.
Die Sprache der Wanka ist das Wanka-Quechua (Quechua: Wanka Nunashimi, Spanisch: Quechua Huanca), eine Variante des zentralen Zweiges der Quechua-Sprachfamilie, die bereits Sprache der Wankas war, bevor Quechua von den Inkas in Cusco gesprochen wurde. Im Laufe der zweiten Hälfte des 20. Jahrhunderts wurde das Wanka-Quechua durch staatliche Politik der Hispanisierung (castellanización) (z. B. Sprechverbot in der Schule) besonders im Mantaro-Tal durch das Spanische verdrängt und hält sich nur noch in Berggegenden als Alltagssprache.